# Merrimack County
Merrimack County är ett området i delstaten New Hampshire, USA. Merrimack är ett av tio countyn i staten och ligger i den centrala delen av New Hampshire. År 2010 hade Merrimack County 146 445 invånare. Den administrativa huvudorten (county seat) är Concord. 

## Geografi
Enligt United States Census Bureau har Merrimack County en total area på 2477 km². 2420 km² av den arean är land och 57 km² är vatten.

### Angränsande countyn
- Belknap County nordöst
- Strafford County öst
- Rockingham County sydöst
- Hillsborough County syd
- Sullivan County väst
- Grafton County nordväst